# Отношения Мексики и САДР
Западносахарско-мексиканские отношения — двусторонние дипломатические отношения между Мексикой и частично признанным государством Сахарской Арабской Демократической Республикой (САДР). Мексика признала независимость САДР 8 сентября 1979 года.

## История
Ранее Мексика и САДР были частью Испанской империи. С 1884 года Испания контролировала территорию Западной Сахары (также известной как Испанская Сахара) и управляла ею до 1975 года. В ноябре 1975 года Испания согласилась разделить часть территории с Марокко и Мавританией после подписания Мадридских соглашений. В том же месяце 350 000 марокканцев и 20 000 марокканских солдат провели «Зелёный марш» на Испанскую Сахару, чтобы заставить Испанию передать спорную территорию. Испанские войска вскоре покинула Западную Сахару. В феврале 1976 года Полисарио (политическое движение народа сахарави) учредил и объявил о создании правительства в изгнании в Алжире и назвал страну «Сахарской Арабской Демократической Республикой» (САДР).
В 1975 году представители САДР посетили Мексику, чтобы заручиться поддержкой независимости. В 1978 году министр иностранных дел САДР Башир Мустафа Сайед осуществил визит в Мексику. 8 сентября 1979 года во время VI Конференции народов Движения неприсоединения министр иностранных дел Мексики Хорхе Кастаньеда заявил, что Мексика признала САДР как государство в рамках международного сообщества. 24 октября 1979 года между странами были установлены дипломатические отношения. В 1988 году САДР открыла дипломатическое представительство в Мехико. В 1979 году Мексика назначила своего посла в Алжире Оскара Гонсалеса послом по совместительству с САДР.
Мексика, как непостоянный член Совета Безопасности Организации Объединённых Наций, проголосовала за Резолюцию Совета Безопасности ООН 1463 в январе 2003 года и за Резолюцию Совета Безопасности ООН 1495 в июле 2003 года о продлении мандата Миссии Организации Объединённых Наций по проведению референдума в Западной Сахаре. Каждый год, начиная с 1980-х годов, посольство САДР в Мексике организует культурные поездки для мексиканцев в лагеря сахарских беженцев в вилайете Тиндуф (Алжир).

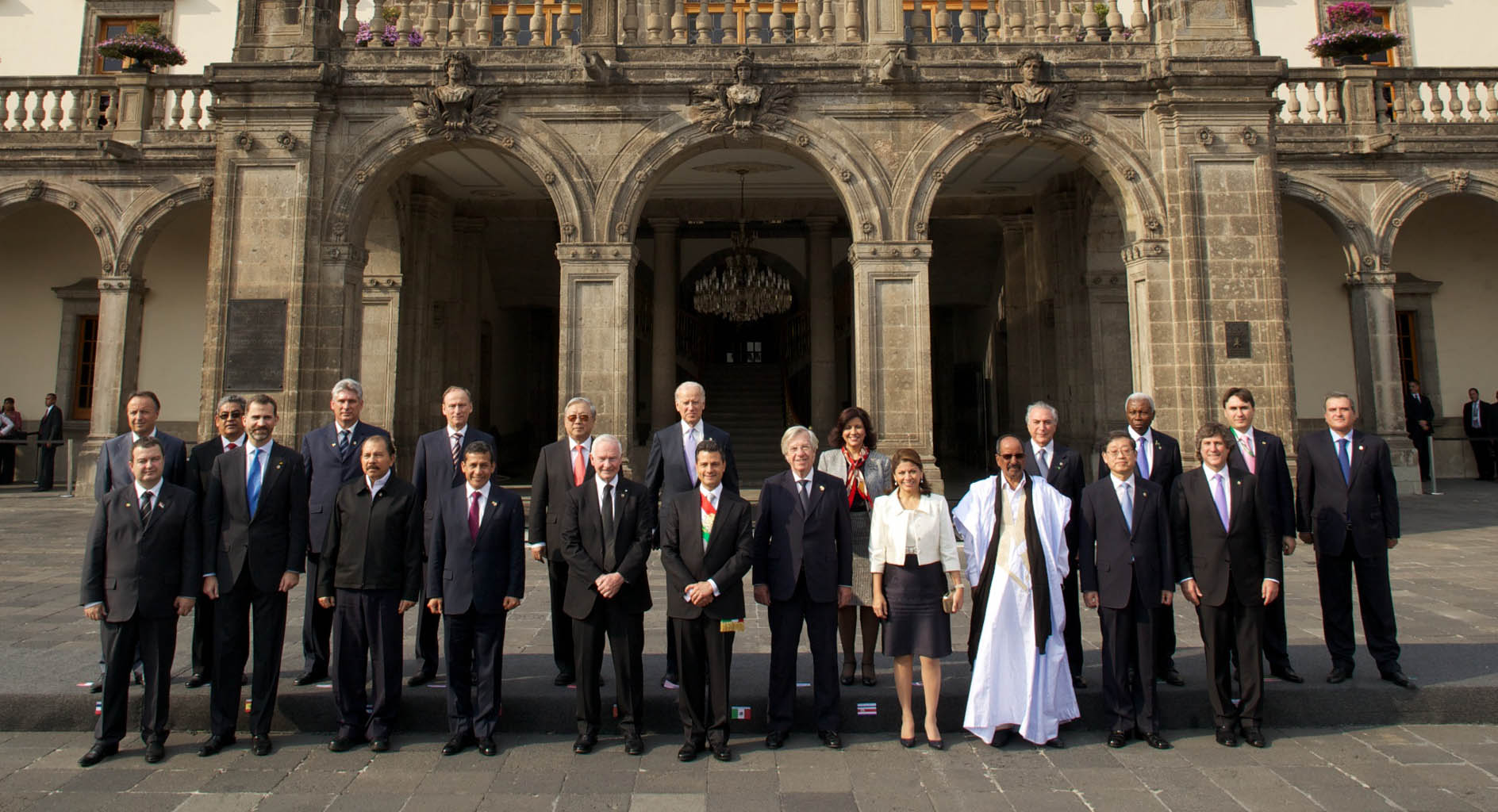
Президент САДР Мухаммед Абдельазиз на церемонии инаугурации президента Мексики Энрике Пенья Ньето, 2012 год

В марте 2010 года делегация сахарави прибыла в Мексику и провела переговоры с сенаторами, в том числе с Ейдцкол Полевнской (вице-председателем сенатской комиссии Мексики по международным отношениям с Африкой), чтобы обсудить ситуацию в САДР. В том же месяце председатель сената Мексики Карлос Наваррете Руис посетил Алжир, где провел переговоры с президентом САДР Мухаммедом Абдельазизом и направился в вилайет Тиндуф, чтобы посетить лагеря сахарских беженцев и ознакомиться с их нуждами. В сентябре 2010 года президент САДР Мухаммед Абдельазиз посетил Мексику, чтобы принять участие в праздновании двухсотлетия независимости Мексики. В декабре 2012 года Абдельазиз прибыл в Мексику, чтобы присутствовать на инаугурации президента Энрике Пенья Ньето.

В марте 2013 года министр иностранных дел САДР Мохамед Салем Салек посетил Мексику и встретился со своим коллегой Хосе Антонио Мид в штаб-квартире министерства иностранных дел Мексики. В 2014 году мексиканская делегация из числа депутатов посетила лагеря сахарских беженцев в вилайете Тиндуф (Алжир). В январе 2017 года другая мексиканская делегация посетила лагеря сахарских беженцев в вилайете Тиндуф.

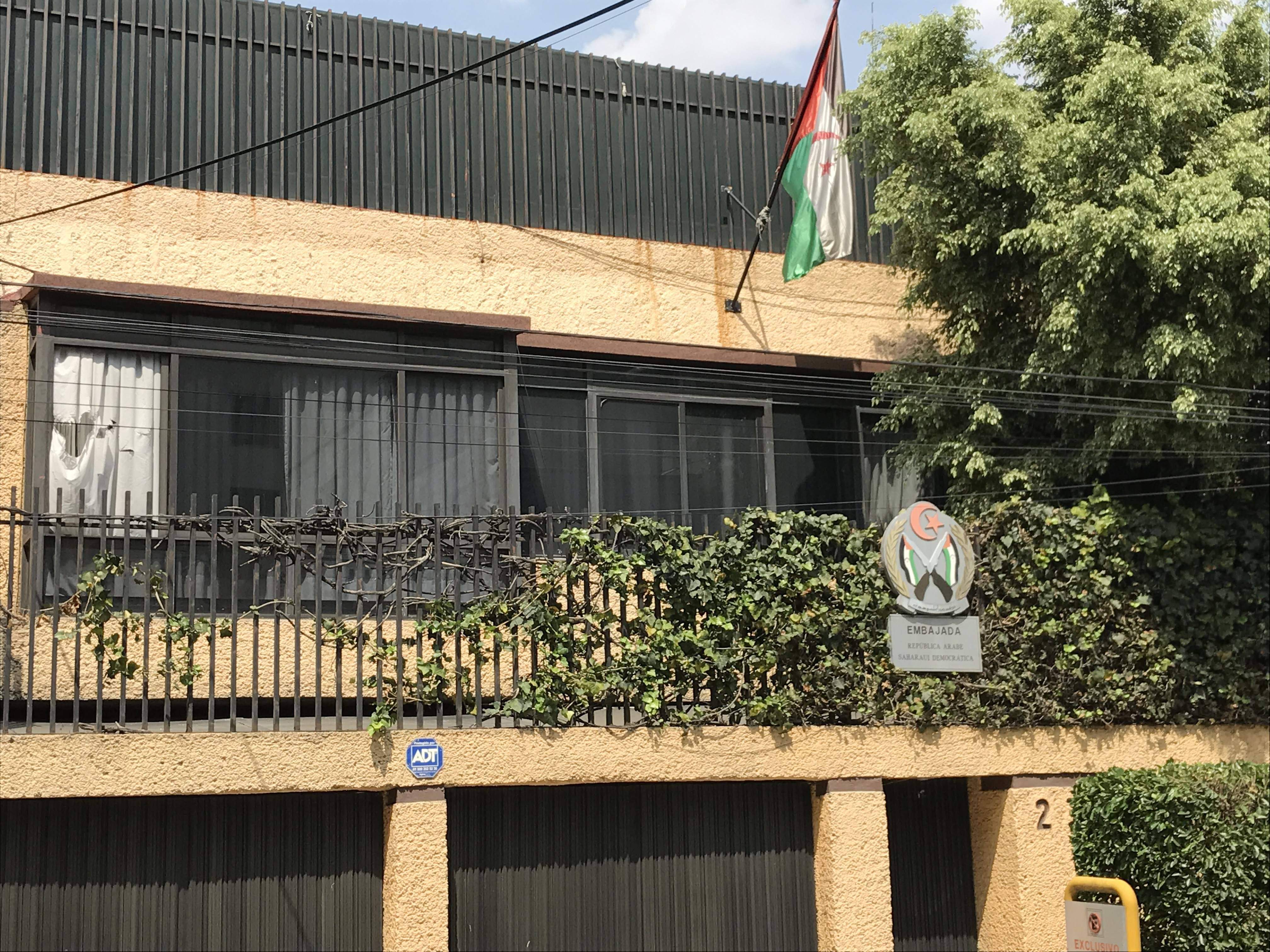
Посольство САДР в Мехико

В декабре 2018 года президент САДР Брагим Гали посетил Мексику, чтобы принять участие в инаугурации президента Андреса Мануэля Лопеса Обрадора.

## Дипломатические миссии
- Интересы Мексики в САДР представлены через постоянное представительство при Организации Объединённых Наций в Нью-Йорке, США[15].
- САДР имеет посольство в Мехико[16].